# آلن (بازیکن فوتبال، زاده ۱۹۸۳)
آلان گرالدو دی میلو سانتوس (به پرتغالی: Alan Geraldo de Melo Santos) مهاجم اهل برزیل است که در شهر دیامانتینا و در تاریخ ۱۶ آوریل ۱۹۸۳ به دنیا آمده‌است.
آلان گرالدو دی میلو سانتوس در تیم‌های فوتبال Rio Branco سابقهٔ حضور دارد.